# Fernando (circense)
Fernando, pseudonimo di Ferdinand-Constantin Beert (Courtrai, 31 luglio 1835 – Bruges, 1902), è stato un circense e cavallerizzo belga.

## Biografia
Ferdinand-Constantin Beert nacque il 31 luglio 1835 a Courtrai, in Belgio, da Auguste Jean Beert, un macellaio, e Delphine Beert, nata Steinbrouk. Le sue note biografiche raccontano che all'età di undici anni Ferdinand "scappò di casa per unirsi al Cirque Paisse & Gauthier".
Con loro si addestrò come acrobata e lavorò come stalliere, diventando un esperto di equitazione.
Il 17 aprile 1857, Ferdinand Beert sposò a Bruges Maria-Tereza Deseck, una cavallerizza belga figlia di un barcaiolo, che aveva già un figlio nato a Bruges nel 1851 da una relazione precedente, Louis-Charles (che diventerà Louis Fernando).
Fernando esordì a Parigi al Cirque Napoléon di Dejean, con cui rimase per dieci anni, esibendosi sia a cavallo sia a terra, nonché in entrée di clown e pantomime.
Mentre lavorava per Dejean, Ferdinand acquisì il nome d'arte di Fernando e divenne popolare presso i parigini.
Dopo la caduta del Secondo Impero francese di Napoleone III di Francia nel 1870 Fernando decise di fondare il suo circo.
L'originale Cirque Fernando di Beert, un circo itinerante, esordì a Vierzon nella primavera del 1872. La compagnia comprendeva dieci cavalli e cinque artisti, a dimostrazione della cura e dell'attenzione che Fernando mise sulle esibizioni e sugli spettacoli equestri.
Nell'agosto del 1873, Fernando installò il suo tendone da circo alla Fête de Montmartre, sulla collina di Montmartre, nel nord di Parigi.
Montmartre era famosa per i suoi locali frequentati da personaggi famosi, quali i pittori Pierre-Auguste Renoir, che dipinse Au cirque Fernando (1873) e Edgar Degas, che dipinse  Miss Lola au Cirque Fernando (1877), oltre che a scrittori importanti. Tutti fecero una grande pubblicità al Circo Fernando. Henri de Toulouse-Lautrec gli dedicò pure numerosi carboncini e pastelli, fra cui Fantino del 1899.
Nel 1874 il Circo Fernando assunse il clown Geronimo Medrano (1849-1912), il cui cognome diventerà celebre perché il Circo Medrano fu l'erede del Circo Fernando.
Intanto il Circo Fernando fu ricostruito e ristrutturato e inaugurato il 25 giugno 1875, potendo ospitare oltre 2000 spettatori, caratterizzandosi per l'ottima acustica e visibilità per il pubblico.
Tra alti e bassi il Circo Fernando continuò la sua attività fino al dicembre 1897 quando fu rilevato da Geronimo Medrano che seppe rilanciarlo e farlo diventare uno dei più importanti circhi del Novecento.